# 5677 Aberdonia
Aberdonia (asteróide 5677) é um asteróide da cintura principal, a 2,6605252 UA. Possui uma excentricidade de 0,0613455 e um período orbital de 1 742,96 dias (4,77 anos).
Aberdonia tem uma velocidade orbital média de 17,69138948 km/s e uma inclinação de 1,49712º.
Este asteróide foi descoberto em 21 de Setembro de 1987 por Edward Bowell.